# Bolo Souza Leão
O bolo Souza Leão é um doce brasileiro, típico de Pernambuco.
É um dos mais antigos doces do país, e recebeu o título de Patrimônio Cultural e Imaterial do estado de Pernambuco — outorgado pela Lei nº 357 de 2007.

## História
Acredita-se que a receita já seja conhecida desde a primeira metade do século XIX, e tenha sido introduzida na história da culinária pernambucana por intermédio de Dona Rita de Cássia Souza Leão Bezerra Cavalcanti, esposa de um coronel proprietário de vastos engenhos na região de Jaboatão dos Guararapes.

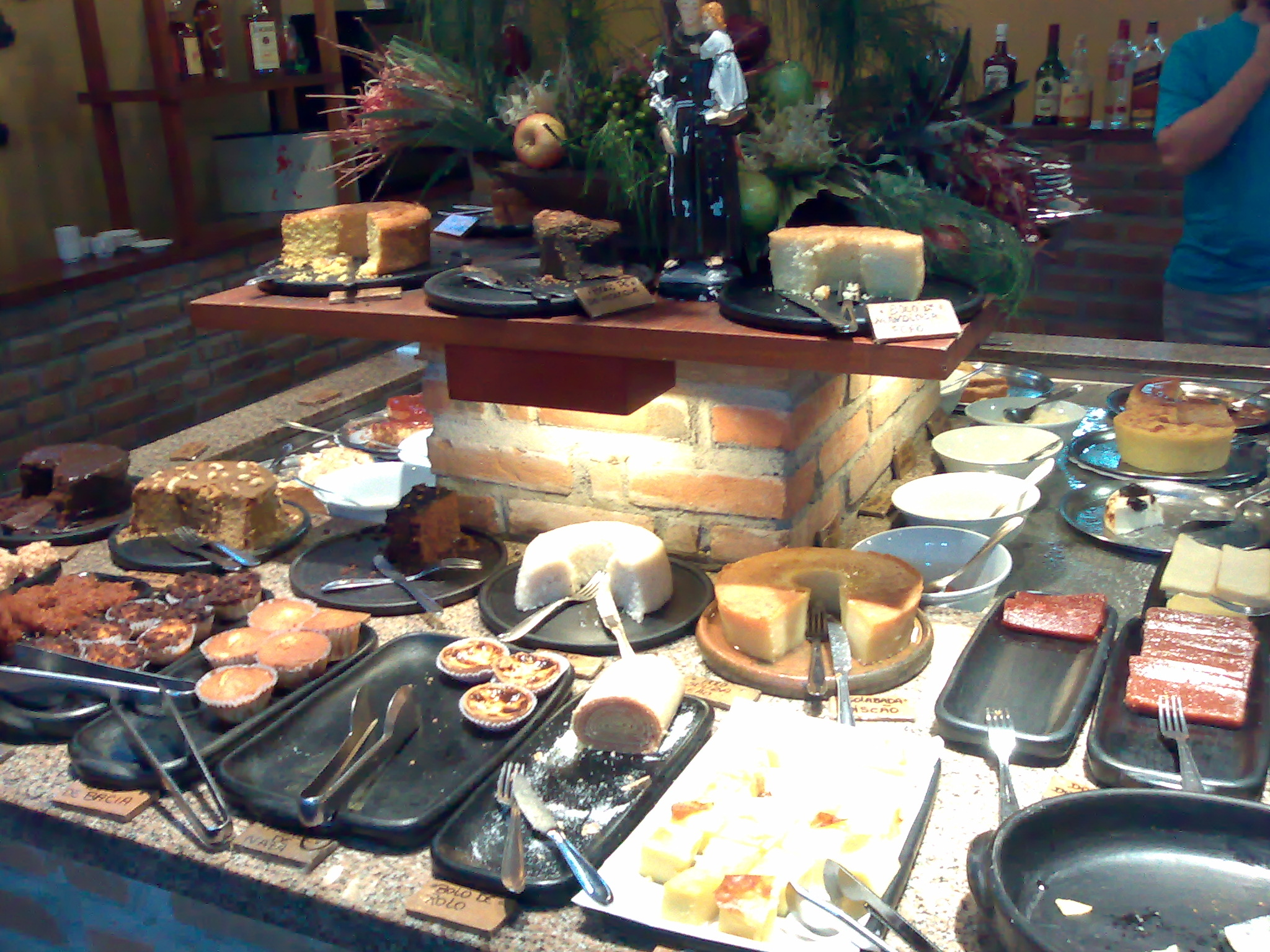
O bolo Souza Leão tem forte presença nos cardápios dos restaurantes de comida regional do Recife.

A iguaria é preparada segundo uma receita que inclui massa de mandioca (massa puba), leite de coco, açúcar, manteiga e ovos. O resultado é um bolo cremoso, com a consistência de um pudim muito firme. Alguns dos ingredientes do bolo Souza Leão eram originalmente europeus. Estes, com o passar do tempo, foram substituídos por produtos nacionais, facilmente encontráveis na região. O trigo deu lugar à massa de mandioca e a manteiga francesa foi trocada por aquela produzida na própria cozinha do engenho. A receita antiga, hipercalórica, levava 24 gemas de ovo e muita manteiga, então o bolo foi ganhando adaptações.
O nome do quitute vem da família pernambucana Souza Leão, que teria sido a criadora da receita no século XIX. Essa família tem suas raízes nos municípios de Jaboatão dos Guararapes e Moreno.
Tradicionalmente, o bolo Souza Leão é servido em ocasiões especiais, tendo-se apuro não só na escolha dos ingredientes e no preparo, como também no esmero em servi-lo. O costume é apresentar a iguaria em louças e porcelanas finas, com utensílios de prata e cristal. Contam que ele foi servido ao imperador Dom Pedro II e à sua esposa Teresa Cristina em 1859, quando passaram pelo estado de Pernambuco.
Devido à expansão dos ramos da família Souza Leão ao longo do tempo, muitas variações da receita são disputadas como sendo as melhores e originais. Essas variações se constituem na alteração das quantidades dos ingredientes principais ou no acréscimo de especiarias, como canela, erva-doce, e castanha-de-caju.